# Listă de termocentrale din România
Aceasta este o listă de termocentrale din România:
- CET Arad
- CET Govora
- CET Iernut
- Sucursala Termocentrale Borzești
- Complexul Energetic Rovinari
- Complexul Energetic Turceni
- Complexul Energetic Craiova
- Electrocentrale Deva
- Electrocentrale Galați
- Electrocentrale Oradea
- Termica Suceava
- Termocentrala Comănești
- Termocentrala de la Brazi
- CET Bacău
- CET Huedin
- Acvacalor Brad
- Apaterm Galați
- Calor Turnu Măgurele
- CET Brăila
- CET Brașov
- CET Grozăvești [1]
- CET Iași
- Colterm Timișoara
- Dalkia Termo Ploiești
- Ecoterm Făgăraș
- Edilmed Medgidia
- Energomur Târgu Mureș
- Energoterm Reșița
- Enet Focșani
- Goscom Miercurea Ciuc
- IGO Caracal
- RADET Constanța
- RAM Buzău
- Regia de Termoficare Cluj-Napoca
- Regia de Termoficare Craiova
- Rominservices Therm Mangalia
- Servicii Comunale Rădăuți
- Terma Serv Alexandria
- Termica Botoșani
- Termica Târgoviște
- Termica Vaslui [2]
- Termocentrala Mintia [3][4][5][6]
- Termoficare Pitești [7]
- Termon Onești
- Uzina de Agent Termic și Alimentare cu Apă Motru
- Uzina Termoelectrică Giurgiu
- Termocentrala din Halânga[8]
- Centrala termoelectrică de la Anina - unul dintre cele mai mari eșecuri din perioada comunistă. A costat în jur de un miliard de dolari, în banii de atunci.[9][10][11][12][13][14]
- Termocentrala Doicești[15]

## Vezi și
- Listă de centrale electrice din România⁠(en)[traduceți]